# Down the Road (Stephen Stills e Manassas)
| Recensione | Giudizio |
| ---------- | -------- |
| AllMusic   |          |

Down the Road è un album di Stephen Stills / Manassas, pubblicato dalla Atlantic Records nell'aprile (alcune fonti riportano come mese di pubblicazione maggio) del 1973.

## Tracce
Lato A
1. Isn't It About Time – 3:02 (Stephen Stills)
2. Lies – 2:55 (Chris Hillman)
3. Pensamiento – 2:36 (Nelson Escoto, Stephen Stills)
4. So Many Times – 3:30 (Chris Hillman, Stephen Stills)
5. Business on the Street – 2:55 (Stephen Stills)

Durata totale: 14:58
Lato B
1. Do You Remember the Americans – 2:05 (Stephen Stills)
2. Down the Road – 3:16 (Stephen Stills)
3. City Junkies – 2:50 (Stephen Stills)
4. Guaguancó de veró – 2:51 (Stephen Stills, Joe Lala)
5. Rollin' My Stone – 4:50 (Stephen Stills, Fuzzy Samuel)

Durata totale: 15:52

## Formazione
- Stephen Stills - chitarra, chitarra slide, pianoforte, organo, basso, voce
- Chris Hillman - chitarra, basso, mandolino, voce
- Al Perkins - chitarra pedal steel, chitarra, banjo
- Paul Harris - pianoforte, organo
- Calvin Samuel - basso, voce
- Dallas Taylor - batteria
- Joe Lala - congas, timbales, percussioni, voce

Musicisti aggiunti
- Joe Walsh - chitarra slide
- Bobby Whitlock - tastiere, voce
- Sydney George - flauto
- Jerry Aiello - organo
- Charlie Grimes - chitarra
- Guille Garcia - percussioni
- Lachy Espinol - percussioni
- Pat Arnold - voce

Note aggiuntive
- Stephen Stills, Chris Hillman e Dallas Taylor - produttori (per la Gold Hill Enterprises, Inc.)
- Ronald Albert - ingegnere del suono (al Criteria Studios di Miami, Florida)
- Howard Albert - ingegnere del suono (al Criteria Studios di Miami, Florida)
- Jeff Guerico - ingegnere del suono (al Caribou Ranch di Nederland, Colorado)
- Bill Halverson - ingegnere del suono (al Record Plant di Los Angeles, California)
- Malcolm Cecil - ingegnere del suono (al Record Plant di Los Angeles, California)
- Ronald Albert - ingegnere del mixaggio
- Howard Albert - ingegnere del mixaggio
- Stephen Stills - ingegnere del mixaggio
- Bill Halverson - ingegnere del mixaggio[2]